# Burmeistera parviflora
Burmeistera parviflora là loài thực vật có hoa trong họ Hoa chuông. Loài này được E.Wimm. ex Standl. mô tả khoa học đầu tiên năm 1938.